# TRAPPIST-1 e
TRAPPIST-1 e — экзопланета у звезды TRAPPIST-1 в созвездии Водолея, имеющая диаметр, близкий к диаметру Земли. Четвёртая по отдалённости от звезды из семи планет в системе. Об открытии объявлено 22 февраля 2017 года на пресс-конференции НАСА, где также стало известно о планетах TRAPPIST-1 f, TRAPPIST-1 g и TRAPPIST-1 h. Другие планеты (b, c и d) были открыты годом ранее, 2 мая 2016 года. Также параметры были обновлены после публикации данных, собранных телескопами «Кеплер» и «Спитцер».

## Характеристики

### Родительская звезда
Планета обращается вокруг ультрахолодного красного карлика TRAPPIST-1 спектрального класса M8. Звезда имеет массу 0,08 M⊙ и радиус 0,11 R⊙. Температура поверхности равна 3352,333+103,667
−61,833 K (примерно 3080 °C). Возраст звезды 7,6 ± 2,2 млрд. лет. Для сравнения, температура поверхности Солнца составляет 5778 K и его возраст около 4,6 миллиарда лет. TRAPPIST-1 имеет близкую к солнечной металличность: [Fe/H] = 0,04 ± 0,08 (или от 91% до 132% солнечной металличности), а светимость всего 0,052% от солнечной светимости. Из-за малой светимости визуальная звёздная величина TRAPPIST-1 составляет 18,8m, то есть звезду нельзя увидеть ни невооружённым глазом, ни в средний любительский телескоп.
| Земля | TRAPPIST-1 e    |
| ----- | --------------- |
| Земля | {{{exoplanet}}} |

### Физические характеристики
TRAPPIST-1 e имеет размеры, близкие к Земным — её радиус составляет 0,918 R⊕. Однако масса несколько меньше — всего 0,77 M🜨. По этим данным была вычислена средняя плотность, оказавшаяся равной примерно 5,65 г/см3. Это значение несколько больше плотности Земли. Это с большой вероятностью означает, что планета имеет состав подобный Земле. Предполагаемая температура поверхности без учёта парникового эффекта атмосферы равна –22 °C. Масса и плотность были известны с большими погрешностями до публикации данных, сделанных телескопом «Кеплер».

### Параметры орбиты
Все планеты системы TRAPPIST-1 имеют орбиту, очень близкую к круговой. TRAPPIST-1 e совершает оборот вокруг звезды за 6,1 дня, а радиус орбиты почти равен 0,03 а.е. Находится в зоне обитаемости звезды TRAPPIST-1. Весьма вероятно синхронное вращение планеты (приливный захват), когда планета всегда повёрнута к звезде одной стороной. Однако в случае плотной атмосферы становится допустимым существование воды в жидкой фазе даже при синхронном вращении.